# A Rex felügyelő epizódjainak listája
Az alábbi szócikk a Rex felügyelő című televíziós sorozat epizódjait sorolja fel.

## Évadáttekintés
| Évad | Évad | Epizódok száma | Évad premier         | Évad finálé       |
| ---- | ---- | -------------- | -------------------- | ----------------- |
|      | 1.   | 14             | 1994. november 10.   | 1995. február 9.  |
|      | 2.   | 15             | 1995. október 9.     | 1996. február 22. |
|      | 3.   | 12             | 1996. október 24.    | 1997. január 9.   |
|      | 4.   | 13             | 1998. január 8.      | 1998. március 26. |
|      | 5.   | 13             | 1999. január 28.     | 1999. április 22. |
|      | 6.   | 12             | 2000. február 16.    | 2000. május 10.   |
|      | 7.   | 10             | 2001. március 28.    | 2001. május 30.   |
|      | 8.   | 13             | 2002. október 9.     | 2003. január 15.  |
|      | 9.   | 13             | 2003. november 27.   | 2004. március 18. |
|      | 10.  | 4              | 2004. szeptember 28. | 2004. október 19. |
|      | 11.  | 8              | 2008. január 29.     | 2008. február 19. |
|      | 12.  | 11             | 2009. március 17.    | 2009. április 12. |
|      | 13.  | 12             | 2011. június 14.     | 2011. július 19.  |
|      | 14.  | 12             | 2013. március 8.     | 2013. június 7.   |
|      | 15.  | 12             | 2013. április 12.    | 2013. május 17.   |
|      | 16.  | 11             | 2014. február 24.    | 2014. március 24. |
|      | 17.  | 12             | 2014. március 31.    | 2014. május 5.    |
|      | 18.  | 12             | 2015. február 27.    | 2015. június 19.  |

## Első évad (1994–1995)
| Sor.                                                           | Év. | Cím                                               | Rendező             | Író                       | Premier                              |
| -------------------------------------------------------------- | --- | ------------------------------------------------- | ------------------- | ------------------------- | ------------------------------------ |
| 1.                                                             | 1.  | Végállomás: Bécs (Endstation Wien)                | Hajo Gies           | Peter Hajek & Peter Moser | 1994. november 10. 1998. január 4.   |
| Dupla epizód. Rex bekerül a bűnügyi rendőrséghez.              |     |                                                   |                     |                           |                                      |
| 2.                                                             | 2.  | Tökéletes gyilkosság (Ein perfekter Mord)         | Hajo Gies           | Peter Hajek & Peter Moser | 1994. november 17. 1998. január 8.   |
| 3.                                                             | 3.  | Menekülés a halálba (Flucht in den Tod)           | Oliver Hirschbiegel | Peter Hajek & Peter Moser | 1994. november 24. 1998. január 15.  |
| Érdekesség: Magyar rendszámú hűtőkamionban hal meg az áldozat. |     |                                                   |                     |                           |                                      |
| 4.                                                             | 4.  | Az idős hölgy halála (Der Tod der alten Damen)    | Oliver Hirschbiegel | Peter Hajek & Peter Moser | 1994. december 1. 1998. január 22.   |
| 5.                                                             | 5.  | Aki a tűzzel játszik (Tanz auf dem Vulkan)        | Detlef Rönfeldt     | Peter Hajek & Peter Moser | 1994. december 8. 1998. január 29.   |
| 6.                                                             | 6.  | Halál Schönbrunnban (Die Tote von Schönbrunn)     | Detlef Rönfeldt     | Peter Hajek & Peter Moser | 1994. december 15. 1998. február 5.  |
| 7.                                                             | 7.  | A diagnózis: halál (Diagnose Mord)                | Detlef Rönfeldt     | Peter Hajek & Peter Moser | 1994. december 22. 1998. február 12. |
| 8.                                                             | 8.  | Finom úriház (Ein feines Haus)                    | Bodo Fürneisen      | Peter Hajek & Peter Moser | 1994. december 29. 1998. február 19. |
| 9.                                                             | 9.  | Ámokfutás (Amok)                                  | Bodo Fürneisen      | Peter Hajek & Peter Moser | 1995. január 5. 1998. február 26.    |
| Érdekesség: Gedeon Burkhard vendégszereplése.                  |     |                                                   |                     |                           |                                      |
| 10.                                                            | 10. | Az első díj (Der erste Preis)                     | Oliver Hirschbiegel | Peter Hajek & Peter Moser | 1995. január 12. 1998. március 5.    |
| 11.                                                            | 11. | Halálos macik (Tödliche Teddys)                   | Oliver Hirschbiegel | Peter Hajek & Peter Moser | 1995. január 19. 1998. március 12.   |
| 12.                                                            | 12. | Beethoven feje (Bring mir den Kopf von Beethoven) | Oliver Hirschbiegel | Peter Hajek & Peter Moser | 1995. január 26. 1998. március 19.   |
| 13.                                                            | 13. | Bécs utcái alatt (Unter den Straßen von Wien)     | Oliver Hirschbiegel | Peter Hajek & Peter Moser | 1995. február 2. 1998. március 26.   |
| 14.                                                            | 14. | Lövés Rexre (Schüsse auf Rex)                     | Wolfgang Dickmann   | Peter Hajek & Peter Moser | 1995. február 9. 1998. április 2.    |

## Második évad (1995–1996)
| Sor. | Év. | Cím                                                          | Rendező             | Író                               | Premier                             |
| --- | --- | ------------------------------------------------------------ | ------------------- | --------------------------------- | ----------------------------------- |
| 15. | 1.  | Tompa kiáltás (Stumme Schreie)                               | Udo Witte           | Peter Hajek & Peter Moser         | 1995. október 19. 1998. április 9.  |
| 16. | 2.  | Vérnyomok (Blutspuren)                                       | Udo Witte           | Peter Hajek & Peter Moser         | 1995. október 27. 1998. április 16. |
| Érdekesség: Alexander Pschill vendégszereplése autószerelőként.                                               |     |                                                              |                     |                                   |                                     |
| 17. | 3.  | Gyilkos nyár (Ein mörderischer Sommer)                       | Udo Witte           | Peter Hajek & Peter Moser         | 1995. november 2. 1998. április 23. |
| 18. | 4.  | Halálos csábítás (Tödliche Verführung)                       | Wolfgang Dickmann   | Peter Hajek & Peter Moser         | 1995. november 9. 1998. április 30. |
| Érdekesség: Az áldozat szobájában a rádió híradója szerint Mihók András, magyar sebészfőorvos Bécsbe látogat. |     |                                                              |                     |                                   |                                     |
| 19. | 5.  | A halál maszkja (Der maskierte Tod)                          | Hermann Zschoche    | Peter Hajek & Peter Moser         | 1995. november 16. 1998. május 6.   |
| 20. | 6.  | A vak tanú (Die blinde Zeugin)                               | Hans Werner         | Peter Hajek & Peter Moser         | 1995. november 23. 1998. május 13.  |
| 21. | 7.  | Veszélyes vadászat (Gefährliche Jagd)                        | Hans Werner         | Peter Hajek & Peter Moser         | 1995. november 30. 1998. május 20.  |
| 22. | 8.  | Egy gyermek halála (Tod eines Kindes)                        | Hans Werner         | Peter Hajek & Peter Moser         | 1995. december 7. 1998. május 27.   |
| 23. | 9.  | A sátán nevében (Im Zeichen des Satans)                      | Hans Werner         | Peter Hajek & Peter Moser         | 1995. december 14. 1998. június 4.  |
| 24. | 10. | A halál illata (Der Duft des Todes)                          | Hans Werner         | Peter Hajek & Peter Moser         | 1995. december 21. 1998. június 11. |
| 25. | 11. | Emberrablás (Entführt)                                       | Wolfgang Dickmann   | Peter Hajek & Peter Moser         | 1995. december 28. 1998. június 18. |
| 26. | 12. | Halálos dózis (Tödliche Dosis)                               | Bodo Fürneisen      | Peter Hajek & Oliver Hirschbiegel | 1996. január 11. 1998. június 25.   |
| 27. | 13. | Három másodperccel a halál előtt (Drei Sekunden bis zum Tod) | Bodo Fürneisen      | Melitta Fitzer                    | 1996. január 25. 1998. július 2.    |
| 28. | 14. | A bécsi háztetők fölött (Über den Dächern von Wien)          | Oliver Hirschbiegel | Peter Hajek & Peter Moser         | 1996. február 15. 1998. július 9.   |
| Az epizód korhatáros. Általában vágva adják a benne látható szexuális tartalom miatt.                         |     |                                                              |                     |                                   |                                     |
| 29. | 15. | Stocki utolsó esete (Stockis letzter Fall)                   | Oliver Hirschbiegel | Peter Hajek & Peter Moser         | 1996. február 22. 1998. július 16.  |
| Érdekesség: Stockinger utolsó szereplése.                                                                     |     |                                                              |                     |                                   |                                     |

## Harmadik évad (1996–1997)
| Sor.                                                                               | Év. | Cím                                                | Rendező             | Író                            | Premier                                                                      |
| ---------------------------------------------------------------------------------- | --- | -------------------------------------------------- | ------------------- | ------------------------------ | ---------------------------------------------------------------------------- |
| 30.                                                                                | 1.  | Halálos futam (Todesrennen)                        | Oliver Hirschbiegel | Peter Hajek & Peter Moser      | 1996. október 24. 1998. július 23.                                           |
| Érdekesség: Böck első szereplése.                                                  |     |                                                    |                     |                                |                                                                              |
| 31.                                                                                | 2.  | Rettegő város (Stadt in Angst)                     | Oliver Hirschbiegel | Peter Hajek & Peter Moser      | 1996. október 31. 1998. július 30.                                           |
| 32.                                                                                | 3.  | Halál a múzeumban (Tod im Museum)                  | Oliver Hirschbiegel | Peter Hajek & Peter Moser      | 1996. november 7. 1998. augusztus 6.                                         |
| 33.                                                                                | 4.  | Gyilkos szenvedély (Mörderische Leidenschaft)      | Wolfgang Dickmann   | Peter Hajek & Peter Moser      | 1996. november 14. 1998. augusztus 13.                                       |
| 34.                                                                                | 5.  | Anna titka (Annas Geheimnis)                       | Wolfgang Dickmann   | Peter Hajek & Peter Moser      | 1996. november 21. 1998. augusztus 20.                                       |
| 35.                                                                                | 6.  | A babagyilkos (Der Puppenmörder)                   | Oliver Hirschbiegel | Peter Hajek & Peter Moser      | 1996. november 28. 1998. augusztus 27.                                       |
| 36.                                                                                | 7.  | Hipnózis alatt (Unter Hypnose)                     | Wolfgang Dickmann   | Peter Hajek & Peter Moser      | 1996. december 5. 1998. szeptember 3.                                        |
| 37.                                                                                | 8.  | Vadászat egy holttest után (Jagd nach einer Toten) | Wolfgang Dickmann   | Peter Hajek & Peter Moser      | 1996. december 12. 1998. szeptember 10.                                      |
| 38.                                                                                | 9.  | Miért halt meg Rómeó? (Warum starb Romeo)          | Oliver Hirschbiegel | Bernhard Schärfl               | 1996. december 19. 1998. szeptember 17.                                      |
| Érdekesség: Maga a rendező is szerepel a részben. Ő kér kölcsön pénzt a sörözőben. |     |                                                    |                     |                                |                                                                              |
| 39.                                                                                | 10. | Négy lábon járó angyal (Ein Engel auf vier Pfoten) | Hans Werner         | Peter Hajek & Peter Moser      | 1996. december 26. 1998. szeptember 24. (1. rész) 1998. október 1. (2. rész) |
| Dupla, karácsonyi epizód.                                                          |     |                                                    |                     |                                |                                                                              |
| 40.                                                                                | 11. | Gyilkosság étlap szerint (Mord à la carte)         | Oliver Hirschbiegel | Angelika Hager, Chuck Randolph | 1997. január 2. 1998. október 8.                                             |
| 41.                                                                                | 12. | Vérvörös rózsák (Blutrote Rosen)                   | Hans Werner         | Peter Hajek & Peter Moser      | 1997. január 9. 1998. október 15.                                            |

## Negyedik évad (1998)
| Sor. | Év. | Cím                                                     | Rendező          | Író                       | Premier                                                                    |
| --- | --- | ------------------------------------------------------- | ---------------- | ------------------------- | -------------------------------------------------------------------------- |
| 42. | 1.  | Élve eltemetve (Lebendig begraben)                      | Peter Carpentier | Bernhard Schärfl          | 1998. január 8. 1998. október 22.                                          |
| 43. | 2.  | Egy diák halála (Tod eines Schülers)                    | Peter Carpentier | Ralph Werner              | 1998. január 15. 1998. október 29.                                         |
| 44. | 3.  | Gyilkos terv (Ein mörderischer Plan)                    | Peter Carpentier | Bernhard Schärfl          | 1998. január 22. 1998. november 5.                                         |
| 45. | 4.  | Moser halála (Mosers Tod)                               | Hans Werner      | Peter Hajek & Peter Moser | 1998. január 25. 1998. november 7.                                         |
| Dupla epizód. Moser utolsó szereplése.                                                                         |     |                                                         |                  |                           |                                                                            |
| 46. | 5.  | Az új fiú (Der Neue)                                    | Udo Witte        | Peter Hajek & Peter Moser | 1998. február 1. 1998. november 12. (1. rész) 1998. november 19. (2. rész) |
| Dupla epizód. Brandtner első szereplése. Érdekesség: Az áldozat (Köpke) tárgyalópartnere magyar, neve Kelemen. |     |                                                         |                  |                           |                                                                            |
| 47. | 6.  | Az ezerarcú férfi (Der Mann mit den tausend Gesichtern) | Udo Witte        | Peter Hajek & Peter Moser | 1998. február 5. 1998. november 26.                                        |
| 48. | 7.  | Az összeesküvés (Die Verschwörung)                      | Bodo Fürneisen   | Bernhard Schärfl          | 1998. február 12. 1998. december 3.                                        |
| 49. | 8.  | Halálos szenvedély (Tödliche Leidenschaft)              | Bodo Fürneisen   | Peter Hajek & Peter Moser | 1998. február 19. 1998. december 10.                                       |
| 50. | 9.  | Ellopott boldogság (Geraubtes Glück)                    | Bodo Fürneisen   | Peter Hajek & Peter Moser | 1998. február 26. 1998. december 17.                                       |
| 51. | 10. | A bosszú (Rache)                                        | Peter Carpentier | Peter Hajek & Peter Moser | 1998. március 5. 1999. március 15.                                         |
| 52. | 11. | A kukkoló (Der Voyeur)                                  | Peter Carpentier | Bernhard Schärfl          | 1998. március 12. 1999. március 22.                                        |
| 53. | 12. | Az utolsó játszma (Das letzte Match)                    | Hans Werner      | Peter Hajek & Peter Moser | 1998. március 19. 1999. március 29.                                        |
| 54. | 13. | Veszélyes feladat (Gefährlicher Auftrag)                | Hans Werner      | Peter Hajek & Peter Moser | 1998. március 26. 1999. április 5.                                         |

## Ötödik évad (1999)
| Sor.                                                                                     | Év. | Cím                                              | Rendező          | Író                       | Premier           |
| ---------------------------------------------------------------------------------------- | --- | ------------------------------------------------ | ---------------- | ------------------------- | ----------------- |
| 55.                                                                                      | 1.  | Halállista (Die Todesliste)                      | Peter Carpentier | Peter Hajek & Peter Moser | 1999. január 28.  |
| 56.                                                                                      | 2.  | Borzalmas igazság (Furchtbare Wahrheit)          | Peter Carpentier | Bernhard Schärfl          | 1999. február 4.  |
| 57.                                                                                      | 3.  | Tisztelendő atya veszélyben (Priester in Gefahr) | Peter Carpentier | Peter Hajek & Peter Moser | 1999. február 11. |
| 58.                                                                                      | 4.  | A vesztes (Der Verlierer)                        | Michael Riebl    | Rigobert Mayer            | 1999. február 18. |
| 59.                                                                                      | 5.  | Csalóka közelség (Trügerische Nähe)              | Michael Riebl    | Bernhard Schärfl          | 1999. február 25. |
| 60.                                                                                      | 6.  | Rex bosszút áll (Rex rächt sich)                 | Olaf Kreinsen    | Peter Hajek & Peter Moser | 1999. március 4.  |
| Höllerer és BJ utolsó szereplése.                                                        |     |                                                  |                  |                           |                   |
| 61.                                                                                      | 7.  | Vak düh (Blinde Wut)                             | Olaf Kreinsen    | Peter Hajek & Peter Moser | 1999. március 11. |
| Kunz első szereplése, aki mai napig is a csapat tagja Bécsben és új kutya: Rhett Butler. |     |                                                  |                  |                           |                   |
| 62.                                                                                      | 8.  | Mérgesgáz (Giftgas)                              | Michael Riebl    | Peter Hajek & Peter Moser | 1999. március 18. |
| 63.                                                                                      | 9.  | Halálos titok (Tödliche Geheimnisse)             | Olaf Kreinsen    | Bernhard Schärfl          | 1999. március 25. |
| 64.                                                                                      | 10. | A végrendelet (Das Testament)                    | Bodo Fürneisen   | Peter Hajek & Peter Moser | 1999. április 1.  |
| 65.                                                                                      | 11. | Halálos játékszer (Mörderisches Spielzeug)       | Bodo Fürneisen   | Bernhard Schärfl          | 1999. április 8.  |
| 66.                                                                                      | 12. | Hajsza (Hetzjagd)                                | Hans Werner      | Bernhard Schärfl          | 1999. április 15. |
| 67.                                                                                      | 13. | Sisi (Sisi)                                      | Hans Werner      | Peter Hajek & Peter Moser | 1999. április 22. |

## Hatodik évad (2000)
| Sor. | Év. | Cím                                                 | Rendező          | Író                       | Premier           |
| --- | --- | --------------------------------------------------- | ---------------- | ------------------------- | ----------------- |
| 68. | 1.  | Teljes gázzal (Vollgas)                             | Michael Riebl    | Peter Hajek & Peter Moser | 2000. február 16. |
| Érdekesség: Az egyik tettes Magyarországon vesz részt egy gokart-versenyen, a kupán a felirat Hungaroring. |     |                                                     |                  |                           |                   |
| 69. | 2.  | Kis szökevények (Kinder auf der Flucht)             | Peter Carpentier | Bernhard Schärfl          | 2000. március 1.  |
| 70. | 3.  | Gyermekrablás (Baby in Gefahr)                      | Michael Riebl    | Peter Hajek & Peter Moser | 2000. március 8.  |
| 71. | 4.  | Telefonterror (Telefonterror)                       | Peter Carpentier | Peter Hajek & Peter Moser | 2000. március 15. |
| Érdekesség: A gyilkos telefonon keresztül öli meg áldozatát.                                               |     |                                                     |                  |                           |                   |
| 72. | 5.  | Hideg, mint a jég (Eiskalt)                         | Michael Riebl    | Bernhard Schärfl          | 2000. március 22. |
| Érdekesség: A hokicsapat irodájában FTC-zászló is van a falon.                                             |     |                                                     |                  |                           |                   |
| 73. | 6.  | Testvérgyilkosság (Brudermord)                      | Michael Riebl    | Ralph Werner              | 2000. március 29. |
| 74. | 7.  | Halálos Tarot (Tödliches Tarot)                     | Michael Riebl    | Ulrike & Hans Münch       | 2000. április 5.  |
| Ebben a részben Bécs egyik legmagasabb épületéről lökik le az áldozatot.                                   |     |                                                     |                  |                           |                   |
| 75. | 8.  | A teliholdas gyilkos (Der Vollmondmörder)           | Hans Werner      | Peter Hajek & Peter Moser | 2000. április 12. |
| 76. | 9.  | Egy halott visszatér (Ein Toter kehrt zurück)       | Hans Werner      | Bernhard Schärfl          | 2000. április 19. |
| 77. | 10. | Halál az interneten (Tod per Internet)              | Hans Werner      | Peter Hajek & Peter Moser | 2000. április 26. |
| Érdekesség: Böck és Brandtner megünnepli, hogy Kunz már 1 éve a csapat tagja.                              |     |                                                     |                  |                           |                   |
| 78. | 11. | Hajsza az örök életért (Jagd nach dem ewigen Leben) | Bodo Fürneisen   | Peter Hajek & Peter Moser | 2000. május 3.    |
| Ebben a részben Rexet megmérgezik, de egy titokzatos távol-keleti személy megmenti az életét.              |     |                                                     |                  |                           |                   |
| 79. | 12. | A milliókat érő ló (Das Millionenpferd)             | Bodo Fürneisen   | Peter Zingler             | 2000. május 10.   |
| Érdekesség: A zsaroló levelet Budapestről adják fel.                                                       |     |                                                     |                  |                           |                   |

## Hetedik évad (2001)
| Sor.                                       | Év. | Cím                                                | Rendező           | Író                       | Premier           |
| ------------------------------------------ | --- | -------------------------------------------------- | ----------------- | ------------------------- | ----------------- |
| 80.                                        | 1.  | Az utolsó pillanatban (In letzter Sekunde)         | Gerald Liegel     | Peter Hajek & Peter Moser | 2001. március 28. |
| Érdekesség: Elke Winkens vendégszereplése. |     |                                                    |                   |                           |                   |
| 81.                                        | 2.  | Gyermekkereskedők (Die Babydealer)                 | Michael Riebl     | Ralph Werner              | 2001. április 4.  |
| 82.                                        | 3.  | A halál szépsége (Der schöne Tod)                  | Michael Riebl     | Peter Hajek & Peter Moser | 2001. április 11. |
| 83.                                        | 4.  | A blöff (Der Bluff)                                | Pete Ariel        | Rainer Hackstock          | 2001. április 18. |
| 84.                                        | 5.  | Holtbiztos tipp (Ein todsicherer Tipp)             | Christian Görlitz | Peter Hajek & Peter Moser | 2001. április 25. |
| 85.                                        | 6.  | Halálos teszt (Tödlicher Test)                     | Christian Görlitz | Bernhard Schärfl          | 2001. május 2.    |
| 86.                                        | 7.  | Megszállottság (Besessen)                          | Pete Ariel        | Peter Hajek & Peter Moser | 2001. május 9.    |
| 87.                                        | 8.  | A gyilkos és a lányka (Das Mädchen und der Mörder) | Pete Ariel        | Peter Zingler             | 2001. május 16.   |
| 88.                                        | 9.  | Kétszer csap le a halál (Der Tod kam zwei Mal)     | Bodo Fürneisen    | Angelika Hager            | 2001. május 23.   |
| 89.                                        | 10. | A bosszú sugarai (Strahlen der Rache)              | Christian Görlitz | Peter Hajek & Peter Moser | 2001. május 30.   |
| Brandtner és Böck utolsó szereplése.       |     |                                                    |                   |                           |                   |

## Nyolcadik évad (2002–2003)
| Sor.                                                                           | Év. | Cím                                                | Rendező            | Író                       | Premier                                 |
| ------------------------------------------------------------------------------ | --- | -------------------------------------------------- | ------------------ | ------------------------- | --------------------------------------- |
| 90.                                                                            | 1.  | Házinyúlra nem lövünk (Polizisten küsst man nicht) | Hajo Gies          | Peter Hajek & Peter Moser | 2002. október 9. 2003. június 27.       |
| Hoffmann és Herzog első szereplése.                                            |     |                                                    |                    |                           |                                         |
| 91.                                                                            | 2.  | Kétes üzlet (Tricks an der Theke)                  | Gerald Liegel      | Peter Hajek & Peter Moser | 2002. október 16. 2003. július 25.      |
| 92.                                                                            | 3.  | Zuhanás a halálba (Senkrecht in den Tod)           | Andreas Prochaska  | Carl-Christian Demke      | 2002. október 23. 2003. augusztus 1.    |
| 93.                                                                            | 4.  | Négylábú tanú (Ein Zeuge auf vier Pfoten)          | Michael Riebl      | Carl-Christian Demke      | 2002. október 30. 2003. augusztus 8.    |
| Érdekesség: Megjelenik a magyar Koronás kockacukor doboza az egyik jelenetben. |     |                                                    |                    |                           |                                         |
| 94.                                                                            | 5.  | Válaszd a halált! (Wenn Kinder sterben wollen)     | Andreas Prochaska  | Ralf Kinder               | 2002. november 6. 2003. augusztus 15.   |
| 95.                                                                            | 6.  | Az utolsó golyó (Bis zur letzten Kugel)            | Wilhelm Engelhardt | Peter Moser               | 2002. november 13. 2003. augusztus 22.  |
| 96.                                                                            | 7.  | A holtak bűnei (Die Taten der Toten)               | Wilhelm Engelhardt | Bernhard Schärfl          | 2002. november 20. 2003. augusztus 29.  |
| 97.                                                                            | 8.  | A halál művészete (Einer stirbt immer)             | Michael Riebl      | Karl Benedikter           | 2002. november 27. 2003. július 11.     |
| 98.                                                                            | 9.  | Szőke, gazdag és halott (Blond, hübsch, tot)       | Andreas Prochaska  | Peter Hajek & Peter Moser | 2002. december 4. 2003. szeptember 5.   |
| 99.                                                                            | 10. | Születésnap (Happy Birthday)                       | Wilhelm Engelhardt | Peter Hajek & Peter Moser | 2002. december 11. 2003. szeptember 12. |
| 100.                                                                           | 11. | Gyilkos szerelem (Verliebt in einen Mörder)        | Hajo Gies          | Peter Hajek & Peter Moser | 2002. december 18. 2003. július 4.      |
| 101.                                                                           | 12. | Hírnév bármi áron (Berühmt um jeden Preis)         | Hajo Gies          | Bernhard Schärfl          | 2003. január 8. 2003. július 18.        |
| 102.                                                                           | 13. | A múmia átka (Der fluch der mumie)                 | Gerald Liegel      | Peter Hajek & Peter Moser | 2003. január 15. 2003. szeptember 19.   |

## Kilencedik évad (2003–2004)
| Sor. | Év. | Cím                                                                   | Rendező           | Író                       | Premier                                 |
| --- | --- | --------------------------------------------------------------------- | ----------------- | ------------------------- | --------------------------------------- |
| 103. | 1.  | Merénylet Rex ellen (Attentat auf Rex)                                | Michael Riebl     | Peter Hajek & Peter Moser | 2003. november 27.                      |
| Érdekesség: Ebben a részben Marc levágja a haját.                                                                                    |     |                                                                       |                   |                           |                                         |
| 104. | 2.  | A kis koldusok (Wofür Kinder leiden müssen)                           | Andreas Prochaska | Peter Hajek & Peter Moser | 2003. december 4.                       |
| 105. | 3.  | A postagalamb (Ettrichs Taube)                                        | Gerald Liegel     | Karl Benedikter           | 2003. december 11. 2003. szeptember 26. |
| Érdekesség: Az egyik szereplő magyar származású (László).                                                                            |     |                                                                       |                   |                           |                                         |
| 106. | 4.  | Halálos vitamin (Vitamine zum Sterben)                                | Michael Riebl     | Peter Moser               | 2003. december 18.                      |
| 107. | 5.  | Kórházi éjszakák (Nachts im Spital)                                   | Andreas Prochaska | Bernhard Schärfl          | 2004. január 15.                        |
| 108. | 6.  | A dunai krokodil (Das Donaukrokodil)                                  | Michael Riebl     | Susanne Freund            | 2004. január 22.                        |
| 109. | 7.  | Gyilkosság a börtönben (Eine Tote hinter Gittern (Mord im Gefängnis)) | Hans Werner       | Peter Moser               | 2004. január 29. 2003. október 4.       |
| 110. | 8.  | Ninával éjfélkor (Nina um Mitternacht)                                | Hans Werner       | Peter Hajek & Peter Moser | 2004. február 5.                        |
| 111. | 9.  | A titokzatos fegyver (Schnappschuss)                                  | Andreas Prochaska | Ralf Kinder               | 2004. február 19.                       |
| 112. | 10. | Halálbiztos tipp (Die Leiche lebte noch)                              | Gerald Liegel     | Peter Hajek & Peter Moser | 2004. február 26.                       |
| 113. | 11. | Egyszer volt, hol nem volt (Hexen und andere Frauen)                  | Gerald Liegel     | Karl Benedikter           | 2004. március 4.                        |
| Érdekesség: Az egyik áldozat magyar származású, amit a neve (Süss Éva) és a noteszában található magyar 500 Ft-os bankjegy bizonyít. |     |                                                                       |                   |                           |                                         |
| 114. | 12. | A halott és a csecsemő (Ein Toter und ein Baby)                       | Gerald Liegel     | Bernhard Schärfl          | 2004. március 11.                       |
| 115. | 13. | Az utolsó vasárnap (Sein letzter Sonntag)                             | Andreas Prochaska | Susanne Freund            | 2004. március 18.                       |

## Tizedik évad (2004)
| Sor. | Év. | Cím                                                     | Rendező           | Író                             | Premier                                |
| --- | --- | ------------------------------------------------------- | ----------------- | ------------------------------- | -------------------------------------- |
| 116. | 1.  | E-mail a gyilkostól (E-mail von der Mörderin)           | Andreas Prochaska | Peter Hajek & Peter Moser       | 2004. szeptember 28. 2005. február 19. |
| Niki utolsó szereplése. |     |                                                         |                   |                                 |                                        |
| 117. | 2.  | Emlékezetkiesés (Ein Mann ohne Gedächtnis)              | Christian Görlitz | Michael Klette & Thomas Teubner | 2004. október 5. 2005. február 26.     |
| Érdekesség: Dr. Graf-ot spicces állapotban láthatjuk, és a gyilkosság is a baráti körében történik.                            |     |                                                         |                   |                                 |                                        |
| 118. | 3.  | Végre meghalt a szörnyeteg (Endlich ist die Bestie tot) | Christian Görlitz | Michael Klette & Thomas Teubner | 2004. október 12. 2005. március 5.     |
| Érdekesség: Ebben az epizódban Marc és Rex találnak egy kiskutyát, akit Kunz után Fritznek neveznek el.                        |     |                                                         |                   |                                 |                                        |
| 119. | 4.  | Dopping (Doping)                                        | Christian Görlitz | Peter Moser                     | 2004. október 19. 2005. március 12.    |
| Marc Hoffmann, Rhett Butler és Dr. Graf utolsó szereplése. Dr. Graf egy dupla epizód erejéig még visszatér vendégszereplőként. |     |                                                         |                   |                                 |                                        |

## Tizenegyedik évad (2008)
| Sor.                                                         | Év. | Cím                                           | Rendező        | Író                              | Premier                            |
| ------------------------------------------------------------ | --- | --------------------------------------------- | -------------- | -------------------------------- | ---------------------------------- |
| 120.                                                         | 1.  | Találkozás (L'incontro)                       | Marco Serafini | Stefano Piani                    | 2008. január 29. 2008. május 11.   |
| Az olasz széria kezdete új szereplőkkel, és új kutya: Henry. |     |                                               |                |                                  |                                    |
| 121.                                                         | 2.  | 7,65-ös kaliber (Calibro 7.65)                | Marco Serafini | Stefano Piani                    | 2008. január 29. 2008. május 18.   |
| 122.                                                         | 3.  | Kínai árnyak (Ombre cinesi)                   | Marco Serafini | Alessandra Acciai                | 2008. február 5. 2008. május 25.   |
| 123.                                                         | 4.  | Ismerkedés a művészettel (Impara l'arte)      | Marco Serafini | Giulio Calvani, Fabrizio Cestaro | 2008. február 5. 2008. június 1.   |
| 124.                                                         | 5.  | Nem minden arany ami fénylik (Non è tutt'oro) | Marco Serafini | Fabrizio Cestaro, Federico Favot | 2008. február 12. 2008. június 8.  |
| 125.                                                         | 6.  | A tyúkanyó (Mamma chioccia)                   | Marco Serafini | Giulio Calvani, Fabrizio Cestaro | 2008. február 12. 2008. június 15. |
| 126.                                                         | 7.  | Borban az igazság! (In vino veritas)          | Marco Serafini | Alessandra Acciai                | 2008. február 19. 2008. június 22. |
| 127.                                                         | 8.  | Messze innen (Lontano da qui)                 | Marco Serafini | Fabrizio Cestaro, Federico Favot | 2008. február 19. 2008. június 29. |
| Rexet súlyos lövés éri.                                      |     |                                               |                |                                  |                                    |

## Tizenkettedik évad (2009)
| Sor.                                                                                       | Év. | Cím                                             | Rendező        | Író                                       | Premier                                |
| ------------------------------------------------------------------------------------------ | --- | ----------------------------------------------- | -------------- | ----------------------------------------- | -------------------------------------- |
| 128.                                                                                       | 1.  | Életek veszélyben (Vite in pericolo)            | Marco Serafini | Federico Favot                            | 2009. március 17. 2009. június 15.     |
| A 11. évad 8. részének folytatása.                                                         |     |                                                 |                |                                           |                                        |
| 129.                                                                                       | 2.  | Halál a delfinek között (Morte tra i delfini)   | Marco Serafini | Giulio Calvani                            | 2009. március 17.                      |
| 130.                                                                                       | 3.  | A félelem iskolája (La scuola della paura)      | Marco Serafini | Giulio Calvani                            | 2009. március 24.                      |
| Egy iskolában túszejtés történik.                                                          |     |                                                 |                |                                           |                                        |
| 131.                                                                                       | 4.  | Családi ügy (Affari di famiglia)                | Marco Serafini | Alberto Ostini                            | 2009. március 24.                      |
| 132.                                                                                       | 5.  | Anya csak egy van! (La mamma è sempre la mamma) | Marco Serafini | Alberto Ostini                            | 2009. március 31.                      |
| 133.                                                                                       | 6.  | Masquerade (Masquerade)                         | Marco Serafini | Giulio Calvani                            | 2009. március 31.                      |
| Az epizód jelentős része egy virtuális világban játszódik.                                 |     |                                                 |                |                                           |                                        |
| 134.                                                                                       | 7.  | Az utolsó fogadás (L'ultima scomessa)           | Marco Serafini | Federico Favot                            | 2009. április 8.                       |
| 135.                                                                                       | 8.  | A magányos férfi (Un uomo solo)                 | Marco Serafini | Federico Favot                            | 2009. április 8.                       |
| Az elsőszámú gyanúsított nem más, mint Filippo Gori, ugyanis a barátnőjét találják holtan. |     |                                                 |                |                                           |                                        |
| 136.                                                                                       | 9.  | A csend hangja (Il colore del silenzio)         | Marco Serafini | Alberto Ostini                            | 2009. április 13.                      |
| 137.                                                                                       | 10. | A sírfosztogató (Il tombarolo)                  | Marco Serafini | Stefano Piani                             | 2009. április 13.                      |
| 138.                                                                                       | 11. | Az utolsó meccs (L'ultima partita)              | Gerald Liegel  | Pia Hierzegger, Peter Hajek & Peter Moser | 2009. április 12. 2009. szeptember 27. |
| Dupla epizód, Kunz és Dr. Graf vendégszereplése.                                           |     |                                                 |                |                                           |                                        |

## Tizenharmadik évad (2011)
Megjegyzés: Ezt az évadot először a német ZDF vetítette 2010. július 10-e és szeptember 25-e között. Magyarországon az M1 vetítette 2012. január 1-től Rex Rómában címmel.
| Sor.                                                                     | Év. | Cím                                                      | Rendező        | Író                                                   | Premier                            |
| ------------------------------------------------------------------------ | --- | -------------------------------------------------------- | -------------- | ----------------------------------------------------- | ---------------------------------- |
| 139.                                                                     | 1.  | A bajnok (Il campione)                                   | Marco Serafini | Luca Zesi                                             | 2011. június 14. 2012. január 1.   |
| 140.                                                                     | 2.  | Motorosok (Centauri)                                     | Marco Serafini | Francesco Arlanch, Francesco Balletta                 | 2011. június 14. 2012. január 8.   |
| Morini megsebesül, miközben beépül a motoros bandába.                    |     |                                                          |                |                                                       |                                    |
| 141.                                                                     | 3.  | Üvöltés (L'ululato)                                      | Marco Serafini | Stefano Piani, Alberto Ostini                         | 2011. június 21. 2012. január 15.  |
| 142.                                                                     | 4.  | Az én bandám rockot játszik (La mia banda suona il rock) | Marco Serafini | Giovanni Robbiano                                     | 2011. június 21. 2012. január 22.  |
| 143.                                                                     | 5.  | A perceid meg vannak számlálva (Minuti contati)          | Marco Serafini | Federico Favot                                        | 2011. június 28. 2012. január 29.  |
| 144.                                                                     | 6.  | Jófiúk (Bravi ragazzi)                                   | Marco Serafini | Alessandro Fabbri, Valeria Colasanti, Tiziana Martini | 2011. június 28. 2012. február 5.  |
| 145.                                                                     | 7.  | Macskaszem (Occhi di gatto)                              | Marco Serafini | Giulio Calvani                                        | 2011. július 5. 2012. február 12.  |
| 146.                                                                     | 8.  | A csillag neve (I nomi delle stelle)                     | Marco Serafini | Francesco Arlanch, Francesco Balletta                 | 2011. július 5. 2012. február 19.  |
| 147.                                                                     | 9.  | Döglött ügy (Un caso freddo)                             | Marco Serafini | Alberto Ostini                                        | 2011. július 12. 2012. február 26. |
| 148.                                                                     | 10. | Maestro, zene! (Musica maestro!)                         | Marco Serafini | Alessandro Fabbri, Valeria Colasanti, Tiziana Martini | 2011. július 12. 2012. március 4.  |
| 149.                                                                     | 11. | Az eltűnt lány (La ragazza scomparsa)                    | Marco Serafini | Stefano Sudriè                                        | 2011. július 19. 2012. március 11. |
| Az epizód egy hajón játszódik, Lorenzo kétlábú nyomozótársa pedig Katia. |     |                                                          |                |                                                       |                                    |
| 150.                                                                     | 12. | A Caravaggio átka (La maledizione del Caravaggio)        | Marco Serafini | Peter Lohner                                          | 2011. július 19. 2012. március 18. |
| Morini utolsó szereplése.                                                |     |                                                          |                |                                                       |                                    |

## Tizennegyedik évad (2013)
Megjegyzés: Ezt az évadot először az orosz Szemjorka vetítette 2011. november 3-tól.
| Sor.                                      | Év. | Cím                                          | Rendező           | Író                                                   | Premier                                    |
| ----------------------------------------- | --- | -------------------------------------------- | ----------------- | ----------------------------------------------------- | ------------------------------------------ |
| 151.                                      | 1.  | Árnyékok (Ombre)                             | Andrea Costantini | Florian Iwersen                                       | 2013. június 7. 2012. március 25.[forrás?] |
| Monterosso és Bizarri első szereplése.    |     |                                              |                   |                                                       |                                            |
| 152.                                      | 2.  | Farkasok közt (In mezzo ai lupi)             | Andrea Costantini | Regine Bielefeldt                                     | 2013. június 7. 2012. április 1.           |
| Fabbri és Henry utolsó szereplése.        |     |                                              |                   |                                                       |                                            |
| 153.                                      | 3.  | Pult alatti játék (Gioco sottobanco)         | Andrea Costantini | Daniel Maximilian, Thomas Pauli                       | 2013. március 8. 2012. április 15.         |
| Rivera első szereplése és új kutya: Nick. |     |                                              |                   |                                                       |                                            |
| 154.                                      | 4.  | Ígéret a múltból (Una promessa dal passato)  | Andrea Costantini | Andrea Costantini                                     | 2013. március 8. 2012. április 29.         |
| 155.                                      | 5.  | Bosszú (Vendetta)                            | Andrea Costantini | Peter Lohner, Davide Solinas                          | 2013. március 15. 2012. május 6.           |
| 156.                                      | 6.  | Mélyvíz (Profondo blu)                       | Andrea Costantini | Alessandro Fabbri, Valeria Colasanti, Tiziana Martini | 2013. március 15. 2012. május 20.          |
| 157.                                      | 7.  | Kísértetház (La casa degli spiriti)          | Andrea Costantini | Daniel Maximilian, Thomas Pauli                       | 2013. március 22. 2012. június 3.          |
| 158.                                      | 8.  | Egyetlen éjszaka (Tutto in una notte)        | Andrea Costantini | Federico Favot                                        | 2013. március 22. 2012. június 17.         |
| 159.                                      | 9.  | Szemet szemért (Una vita per una vita)       | Marco Serafini    | Florian Iwersen                                       | 2013. március 29. 2012. június 24.         |
| 160.                                      | 10. | A harmadik ember (Il terzo uomo)             | Marco Serafini    | Daniel Maximilian, Thomas Pauli                       | 2013. március 29. 2012. július 1.          |
| Érdekesség: Szóba kerül Budapest.         |     |                                              |                   |                                                       |                                            |
| 161.                                      | 11. | Zászlót félárbócra! (Bandiera a mezz'asta)   | Marco Serafini    | Giulio Calvani                                        | 2013. április 5. 2012. július 8.           |
| 162.                                      | 12. | Befejezetlen szimfónia (Sinfonia imperfetta) | Marco Serafini    | Iole Masucci                                          | 2013. április 5. 2012. július 15.          |

## Tizenötödik évad (2013)
Megjegyzés: Ezt az évadot először az ausztrál SBS Two vetítette 2012. november 26-tól.
| Sor.                                 | Év. | Cím                                                                 | Rendező           | Író                                                                     | Premier           |
| ------------------------------------ | --- | ------------------------------------------------------------------- | ----------------- | ----------------------------------------------------------------------- | ----------------- |
| 163.                                 | 1.  | A tigris (La Tigre)                                                 | Marco Serafini    | Daniel Maximilian, Thomas Pauli, Stefano Anghelè                        | 2013. április 12. |
| 164.                                 | 2.  | A szupersztár (Superstar)                                           | Marco Serafini    | Peter Lohner, Stefano Anghelè                                           | 2013. április 12. |
| 165.                                 | 3.  | Majdnem tökéletes gyilkosság (Un delitto quasi perfetto)            | Fernando Muraca   | Daniel Maximilian, Thomas Pauli, Stefano Anghelè                        | 2013. április 19. |
| Maddalena de Luca első megjelenése.  |     |                                                                     |                   |                                                                         |                   |
| 166.                                 | 4.  | Az idő nem gyógyítja be a sebeket (Il tempo non guarisce le ferite) | Fernando Muraca   | Regine Bielefeldt, Jacopo Fantastichini, Francesco Favale               | 2013. április 19. |
| 167.                                 | 5.  | Egy hang a sötétben (Una voce nella folla)                          | Andrea Costantini | Davide Solinas                                                          | 2013. április 26. |
| Bizzari súlyosan megsérül.           |     |                                                                     |                   |                                                                         |                   |
| 168.                                 | 6.  | A betolakodó (L'intruso)                                            | Andrea Costantini | Daniel Maximilian, Thomas Pauli, Emanuela Canonico, Andrea Costantini   | 2013. április 26. |
| 169.                                 | 7.  | Két férfi, egy baba (Due uomini e un bebé)                          | Andrea Costantini | Peter Lohner, Stefano Anghelè, Davide Solinas                           | 2013. május 3.    |
| 170.                                 | 8.  | Tőrdöfés a szívbe (Un colpo al cuore)                               | Andrea Costantini | Daniel Maximilian, Thomas Pauli, Jacopo Fantastichini, Francesco Favale | 2013. május 10.   |
| 171.                                 | 9.  | Emlékezetkiesés (Blackout)                                          | Andrea Costantini | Luca Zesi                                                               | 2013. május 10.   |
| 172.                                 | 10. | A sötét oldal (Il lato oscuro)                                      | Andrea Costantini | Bernd Schwamm, Emanuela Canonico, Davide Solinas                        | 2013. május 17.   |
| Rivera ellen fordítják Rexet.        |     |                                                                     |                   |                                                                         |                   |
| 173.                                 | 11. | A Szürke (Il Grigio)                                                | Andrea Costantini | Florian Iwersen, Luca Zesi, Andrea Costantini                           | 2013. május 17.   |
| 174.                                 | 12. | A vér kötelez (Legami di sangue)                                    | Andrea Costantini | Florian Iwersen, Stefano Anghelè, Davide Solinas                        | 2013. május 17.   |
| Rivera és Bizzari utolsó szereplése. |     |                                                                     |                   |                                                                         |                   |

## Tizenhatodik évad (2014)
Megjegyzés: Ezt az évadot először az ausztrál SBS One vetítette 2013. november 20-tól.
| Sor. | Év. | Cím                                                | Rendező             | Író                                    | Premier           |
| --- | --- | -------------------------------------------------- | ------------------- | -------------------------------------- | ----------------- |
| 175. | 1.  | Diplomaosztó (Festa di laurea)                     | Raffaele Verzillo   | Massimo Reale, Monica Zapelli          | 2014. február 24. |
| Marco Terzani első szereplése és új kutya: Achi. |     |                                                    |                     |                                        |                   |
| 176. | 2.  | Harmadik félidő (Terzo tempo)                      | Marco Serafini      | Jacopo Fantastichini, Francesco Favale | 2014. február 24. |
| 177. | 3.  | Keserű csokoládé (Cioccolata amara)                | Marco Serafini      | Andrea Oliva                           | 2014. március 3.  |
| 178. | 4.  | A csodák szobája (Wunderkammer)                    | Marco Serafini      | Francesco Cioce                        | 2014. március 3.  |
| 179. | 5.  | Osztályharc (Lotta di classe)                      | Fernando Muraca     | Gianluca Ansanelli                     | 2014. március 10. |
| 180. | 6.  | Gyilkos tangó (Tango assassino)                    | Fernando Muraca     | Miranda Pisione                        | 2014. március 10. |
| 181. | 7.  | Csodaország (Magic land)                           | Fernando Muraca     | Massimo Reale, Antonio Lauro           | 2014. március 17. |
| 182. | 8.  | Az átvirrasztott éjszaka (Notte in bianco)         | Nicola Perrucci     | Massimo Reale, Antonio Lauro           | 2014. március 17. |
| 183. | 9.  | Darabokban (A pezzi)                               | Raffaele Verzillo   | Massimo Reale, Antonio Lauro           | 2014. március 24. |
| 184. | 10. | Az ismerkedés művészei (Gli artisti del rimorchio) | Nicola Perrucci     | Stefano Anghelè                        | 2014. március 24. |
| Katia Martelli utolsó szereplése. |     |                                                    |                     |                                        |                   |
| 185. | 11. | Jégkorszak (L'era glaciale)                        | Erhard Riedlsperger | Stefan Brunner                         | 2015. május 14.   |
| Különleges, Dél-Tirolban játszódó dupla epizód, Mitterernek és csapatának egyetlen színrelépése. Ausztriában 2013. december 21-én vetítette az ORF 2. Az epizódot - noha ehhez az évadhoz tartozik és mind Ausztriában, mind itthon már leadásra került - csak két évaddal később mutatta be a Rai Due. |     |                                                    |                     |                                        |                   |

## Tizenhetedik évad (2014)
| Sor.                                                | Év. | Cím                                                | Rendező                 | Író                                                 | Premier                             |
| --------------------------------------------------- | --- | -------------------------------------------------- | ----------------------- | --------------------------------------------------- | ----------------------------------- |
| 186.                                                | 1.  | Testvérek (Fratelli)                               | Marco & Antonio Manetti | Federico Favot                                      | 2014. március 31. 2016. március 7.  |
| Teljes csapatváltás (kivéve Terzani és Monterosso). |     |                                                    |                         |                                                     |                                     |
| 187.                                                | 2.  | Veszélyes társaság (Circolo vizioso)               | Marco & Antonio Manetti | Valeria Cilio                                       | 2014. március 31. 2016. március 7.  |
| 188.                                                | 3.  | Eltemetve (Sabbiature)                             | Marco & Antonio Manetti | Giulio Calvani                                      | 2014. április 7. 2016. március 7.   |
| 189.                                                | 4.  | A bosszú születése (La madre di tutte le vendette) | Marco & Antonio Manetti | Viola Rispoli                                       | 2014. április 7. 2016. március 14.  |
| 190.                                                | 5.  | Nyolcas, kilences, hármas (893)                    | Marco & Antonio Manetti | Federico Favot, Michelangelo La Neve                | 2014. április 14. 2016. március 14. |
| 191.                                                | 6.  | A Rex-kódex (Il codice Rex)                        | Marco & Antonio Manetti | Andrea Nobile                                       | 2014. április 14. 2016. március 14. |
| 192.                                                | 7.  | A jövő katonája (Soldato futuro)                   | Marco & Antonio Manetti | Antonio Lauro, Massimo Reale                        | 2014. április 21. 2016. március 21. |
| 193.                                                | 8.  | A víz színe (Il colore dell'aqua)                  | Marco & Antonio Manetti | Federico Favot                                      | 2014. április 21. 2016. március 21. |
| 194.                                                | 9.  | N13 (N13)                                          | Marco & Antonio Manetti | Francesco Cioce                                     | 2014. április 28. 2016. március 21. |
| 195.                                                | 10. | Elterelés (L'iniziazione)                          | Marco & Antonio Manetti | Salvatore De Mola                                   | 2014. április 28. 2016. március 28. |
| 196.                                                | 11. | A nap fényénél (Alla luce del sole)                | Marco & Antonio Manetti | Giulio Calvani, Valerio Cilio, Michelangelo La Neve | 2014. május 5. 2016. március 28.    |
| 197.                                                | 12. | A vidám kalózok (Gli allegri bucanieri)            | Marco & Antonio Manetti | Giulio Calvani, Valerio Cilio, Michelangelo La Neve | 2014. május 5. 2016. március 28.    |

## Tizennyolcadik évad (2015)
| Sor. | Év. | Cím                                                             | Rendező                 | Író                                   | Premier                             |
| --- | --- | --------------------------------------------------------------- | ----------------------- | ------------------------------------- | ----------------------------------- |
| 198. | 1.  | Celeste (Celeste)                                               | Marco & Antonio Manetti | Michelangelo La Neve                  | 2015. február 27. 2016. április 4.  |
| 199. | 2.  | Az eltűnt holttest (Il cadavere scomparso)                      | Marco & Antonio Manetti | Michelangelo La Neve                  | 2015. február 27. 2016. április 4.  |
| 200. | 3.  | A sáska napjai (I giorni della mantide)                         | Marco & Antonio Manetti | Cristiano Brignola                    | 2015. március 6. 2016. április 4.   |
| 201. | 4.  | A naptár (Il calendario)                                        | Marco & Antonio Manetti | Alessandro Aniballi, Giordano De Luca | 2015. március 13. 2016. április 11. |
| 202. | 5.  | Féltékenység (Gelosia)                                          | Marco & Antonio Manetti | Alessandro Aniballi, Giordano De Luca | 2015. március 20. 2016. április 11. |
| 203. | 6.  | A szellemmadár (Il pettirosso fantasma)                         | Marco & Antonio Manetti | Michelangelo La Neve                  | 2015. május 29. 2016. április 11.   |
| 204. | 7.  | Az elítélt mosolya (Il sorriso del condannato)                  | Marco & Antonio Manetti | Michelangelo La Neve                  | 2015. május 29. 2016. április 18.   |
| 205. | 8.  | Műkincstolvajok (első rész) (Ladri d'autore (prima parte))      | Marco & Antonio Manetti | Paolo Baravelli, Cristiano Brignola   | 2015. június 5. 2016. április 25.   |
| 206. | 9.  | Műkincstolvajok (második rész) (Ladri d'autore (seconda parte)) | Marco & Antonio Manetti | Paolo Baravelli, Cristiano Brignola   | 2015. június 5. 2016. április 25.   |
| 207. | 10. | Placebó-hatás (Effetto placebo)                                 | Marco & Antonio Manetti | Cristiano Brignola                    | 2015. június 13. 2016. április 18.  |
| Annamaria Fiori barátját megölik és mielőtt meghalt vele veszekedett, igy ő az első számú gyanusitott. Marco és Rex tudják, hogy ártatlan és be is bizonyitják. Filippo Gori vendégszereplő. |     |                                                                 |                         |                                       |                                     |
| 208. | 11. | Karantén (Quarantena)                                           | Marco & Antonio Manetti | Massimo Reale                         | 2015. június 13. 2016. április 18.  |
| 209. | 12. | A 110-es szoba (Stanza 110)                                     | Marco & Antonio Manetti | Federico Favot                        | 2015. június 19. 2016. április 25.  |